# Ghiacciaio Hette
Il ghiacciaio Hette (in norvegese la parola "hette" significa "cappa") è un ghiacciaio lungo circa 8 km situato sulla costa della Principessa Ragnhild, nella Terra della Regina Maud, in Antartide. Il ghiacciaio, il cui punto più alto si trova a circa 1010 m s.l.m., si trova in particolare nei monti Sør Rondane, dove fluisce verso nord scorrendo tra i nunatak Hettene e il picco Austhamaren.

## Storia
Il ghiacciaio Hette è stato mappato nel 1957 da cartografi norvegesi grazie a fotografie aeree scattate nel corso dell'operazione Highjump, 1946-1947, ed è stato da essi battezzato con il suo attuale nome.